# Kanton Chaumont-Sud
Chaumont-Sud is een voormalig kanton van het Franse departement Haute-Marne. Het kanton maakte deel uit van het arrondissement Chaumont. Het werd opgeheven bij decreet van 17 februari 2014, met uitwerking op 22 maart 2015.

## Gemeenten
Het kanton Chaumont-Sud omvatte de volgende gemeenten:
- Buxières-lès-Villiers
- Chaumont (deels, hoofdplaats)
- Foulain
- Luzy-sur-Marne
- Neuilly-sur-Suize
- Semoutiers-Montsaon
- Verbiesles
- Villiers-le-Sec